# Quargnento
Quargnento je italská obec v provincii Alessandria v oblasti Piemont.
K 31. prosinci 2010 zde žilo 1 404 obyvatel.

## Sousední obce
Alessandria, Castelletto Monferrato, Cuccaro Monferrato, Felizzano, Fubine, Lu, San Salvatore Monferrato, Solero